# ビョン・ホギル
ビョン・ホギル（1975年10月18日 - ）は日本で活動するテノール歌手およびミュージカル俳優である。ソウル特別市出身で現在は日本在住。劇団四季所属。

## 来歴
中央大学校音楽学部声楽専攻を卒業後2005年に来日し、劇団四季に入団。同年キャッツオールドデュトロノミー役で初舞台に出演した。2009年7月に劇団四季を退団。以降は歌手として活動しながら客演で劇団四季への出演もしている。

## 主な出演作品

### 舞台
- キャッツ（2005年～オールドデュトロノミー）
- ジーザス・クライスト・スーパースター（ピラト）
- オペラ座の怪人（ヘアドレッサー）

### ディスコグラフィ
- 『天のお父様』（2005年7月20日）
- 『Dear Jesus』（2011年6月25日
- 『Dear Jesus Ⅱ』（2016年3月04日）